# 함양 용추사 일주문
함양 용추사 일주문(龍湫寺 一柱門)은 대한민국 경상남도 함양군 안의면 상원리, 용추사에 있는 일주문이다.
1972년 2월 12일 경상남도의 유형문화재 제54호 용추사 일주문으로 지정되었다가, 2018년 12월 20일 현재의 명칭으로 변경되었다.

## 개요
덕유산에 있는 용추사는 원래 신라 소지왕 9년(487) 각연대사가 지은 장수사에 속해있던 암자이다. 장수사는 한국전쟁 때 불타 버리고 문만 남아있다가 1975년에 복원되었다.
용추사 일주문은 2개의 기둥만으로 지붕을 지탱하는 건물이며, 조선 숙종 28년(1702) 호남사혜가 세웠다고 한다. 일주문은 사찰로 들어갈 때 제일 먼저 통과하는 문으로, 속세와 불계의 경계역할을 하는 의식적인 상징물이다.
약 3m 정도의 둘레와 높이를 갖는 굵은 원기둥을 4m 정도의 간격으로 세운 뒤, 지붕 옆면이 여덟 팔(八)자 모양인 화려한 팔작지붕을 올렸다. 다포계 건물로서 지붕 처마를 받치면서 장식을 하는 공포가 빽빽하게 들어차 있다. 현판은 남쪽으로 향한 정면에만 있는데, '덕유산장수사조계문(德裕山長水寺曹溪門)'이라 새겨져 있다.
용추사 일주문은 일주문으로서 유례를 찾기 어려울 정도로 대단히 큰 규모의 문이다.

## 참고 문헌
- 함양 용추사 일주문 - 국가유산청 국가유산포털